# Plectiscidea hirsuta
Plectiscidea hirsuta là một loài tò vò trong họ Ichneumonidae.